# راندي ماكدونالد
راندي ماكدونالد (بالإنجليزية: Randy MacDonald)‏ هو مالك فريق ناسكار ‏ أمريكي، ولد في 26 يوليو 1962 في أوشاوا في كندا.

## وصلات خارجية
- راندي ماكدونالد على موقع Racing-Reference.info (الإنجليزية)